# Општина Писку (Галац)
Писку (рум. Piscu) општина је у Румунији у округу Галац.
Oпштина се налази на надморској висини од 41 m.